# Farkas István (festő)

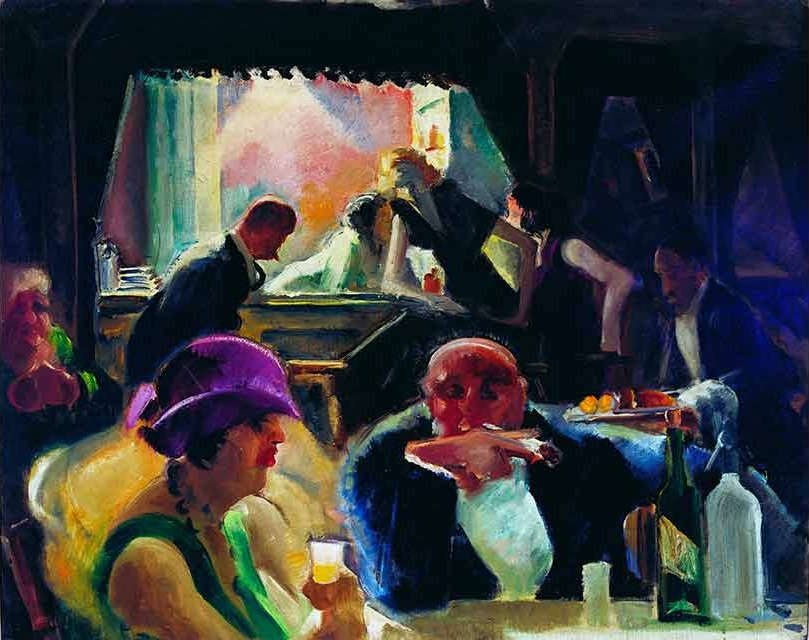
Kávéházi jelenet

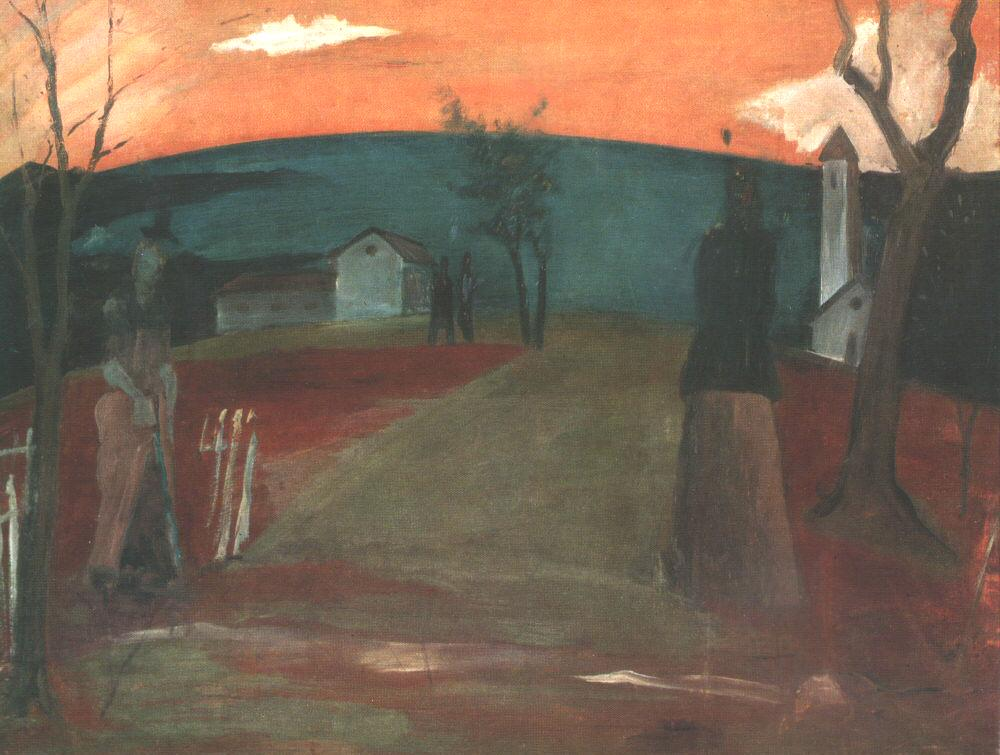
Alkonyati tájkép

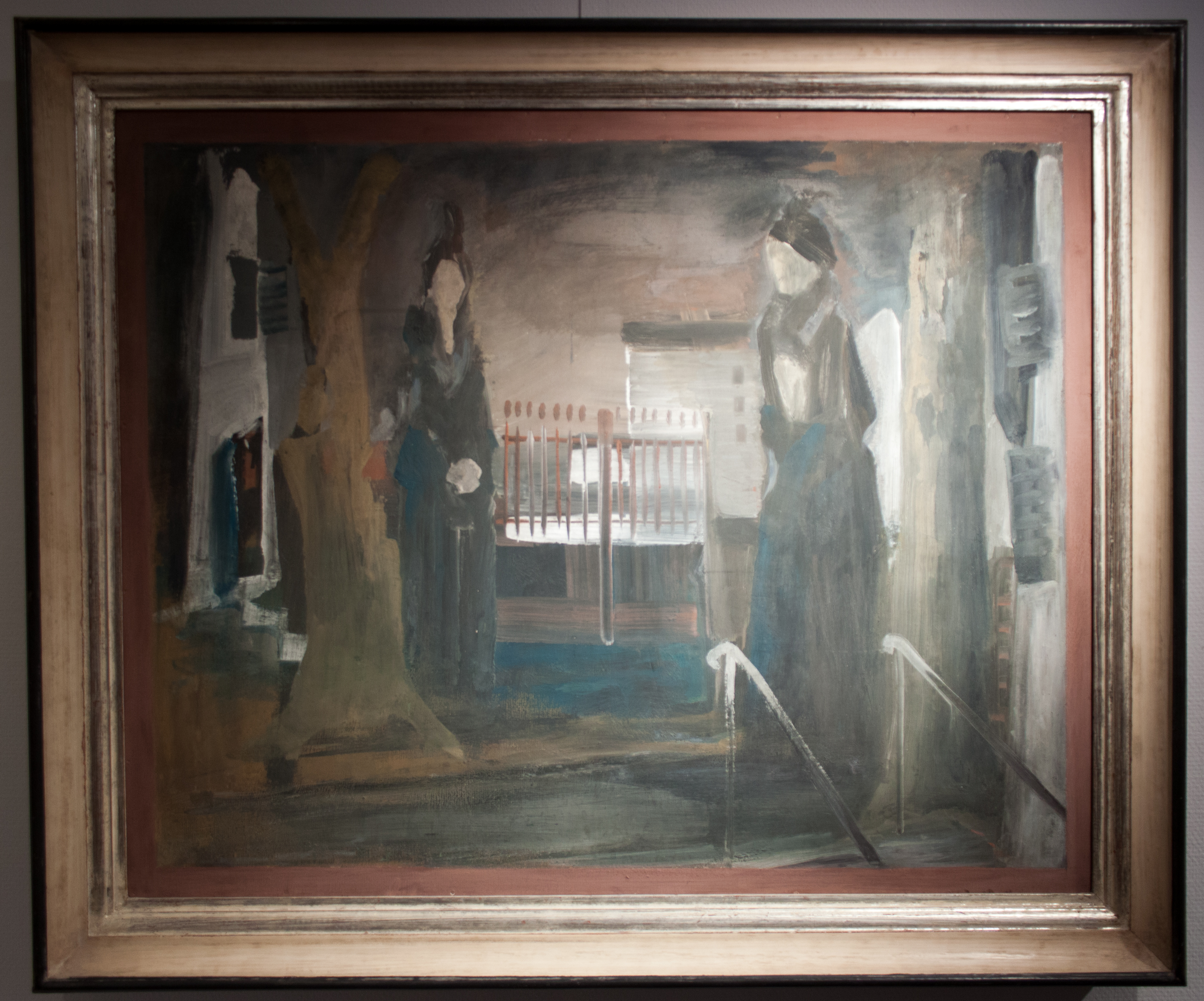
Fekete ruhás nők

Farkas István (született: Wolfner István, Budapest, 1887. október 20. – Auschwitz, 1944. július eleje) magyar festőművész.
A Kísértetek háza, a Szirakuzai bolond, és más különös képek alkotója, a huszadik századi magyar és európai festészet egyik jelentős alakja.

## Élete
Gazdag polgárcsaládban született. Apja Wolfner József, a Singer és Wolfner Könyvkiadó igazgatója, ő indította a Művészet című folyóiratot 1902-ben, amelynek főszerkesztője Lyka Károly volt. Édesanyja Goldberger Anna, fiatalon halt meg elmegyógyintézetben. Már gimnáziumi tanulmányai alatt nyilvánvaló lett festészeti érdeklődése, ugyanakkor apja is zsarnoki erővel kényszerítette a művészi pályára, ami miatt későbbi elmondása szerint gyermekkora rettegésben telt.
Korai mestere a magyar festészet nagy alakja, Mednyánszky László volt. 1912-ben Párizsba utazott, ahol az Académie de la Palette hallgatója lett. Olyan jelentős művészekkel dolgozhatott együtt, mint Henri Le Fauconnier, Jean Metzinger, Fernand Léger. Az első világháborúban frontkatonaként szolgált, tűzharcos volt. Felderítő tisztként és tüzér főhadnagyként számos fronton járt (Szerbia, Macedónia, Albánia, és közben rajzokon, festményeken örökítette meg benyomásait. Végül olasz hadifogságba került.
1924-ben újra Párizsba költözött, ahol termékeny művészi korszaka kezdődött. Áttért a temperára, és 1929-ig főleg csendéleteket festett.
1925. június 18-án Budapesten, az Erzsébetvárosban házasságot kötött Kohner Ida festőművésszel, a férj esküvői tanúja Bárczy István volt. Feleségével Párizsban telepedett le, és több utazást tett Európában. 1929 és 1932 között több kiállítása is nyílt: jelentős francia szerzők (így a költő André Salmon) méltatták művészetét. Az École de Paris művészcsoport elismert tagja volt.
1932-ben, apja halála után végleg hazatért, átvette a Singer és Wolfner Kiadó igazgatását, de festői munkásságát is folytatta. Az 1940-es évek elején néhány tárlata volt még, és művészete, ha szűk körben  is, nagy becsben állt, a legjobb kritikusok foglalkoztak vele.
Párizsban műtermet tartott fenn, de már ritkán tudott ott dolgozni. Ebben a műteremben készített róla fotósorozatot André Kertész.
1930 körül indult legjelentősebb művészi korszakának tartalma egyre inkább menekülés volt gyermekkori traumái és a számára érthetetlen, befogadhatatlan világ elől. Nyilas-Kolb Jenő, a festő első magyar monográfusa ezekkel a szavakkal jellemezte: „Képein nyomasztóan sötét, terhesen torz az élet... A festő érzi a tragédiát, és tudja, hiába minden, nincs segítség... Képeiben benne van korunk egész tragédiája”.
A német megszállás után zsidó származása miatt előbb magyar gyűjtőtáborba vitték, majd – több hiábavaló mentőakció után (a család Herczeg Ferenchez, majd Horthy kormányzóhoz is fordult) – az auschwitzi megsemmisítő táborba került. Itt társai figyelmeztetése ellenére bevallotta, hogy már 57 éves, ezért azonnal a gázkamrába küldték.

## Művészete

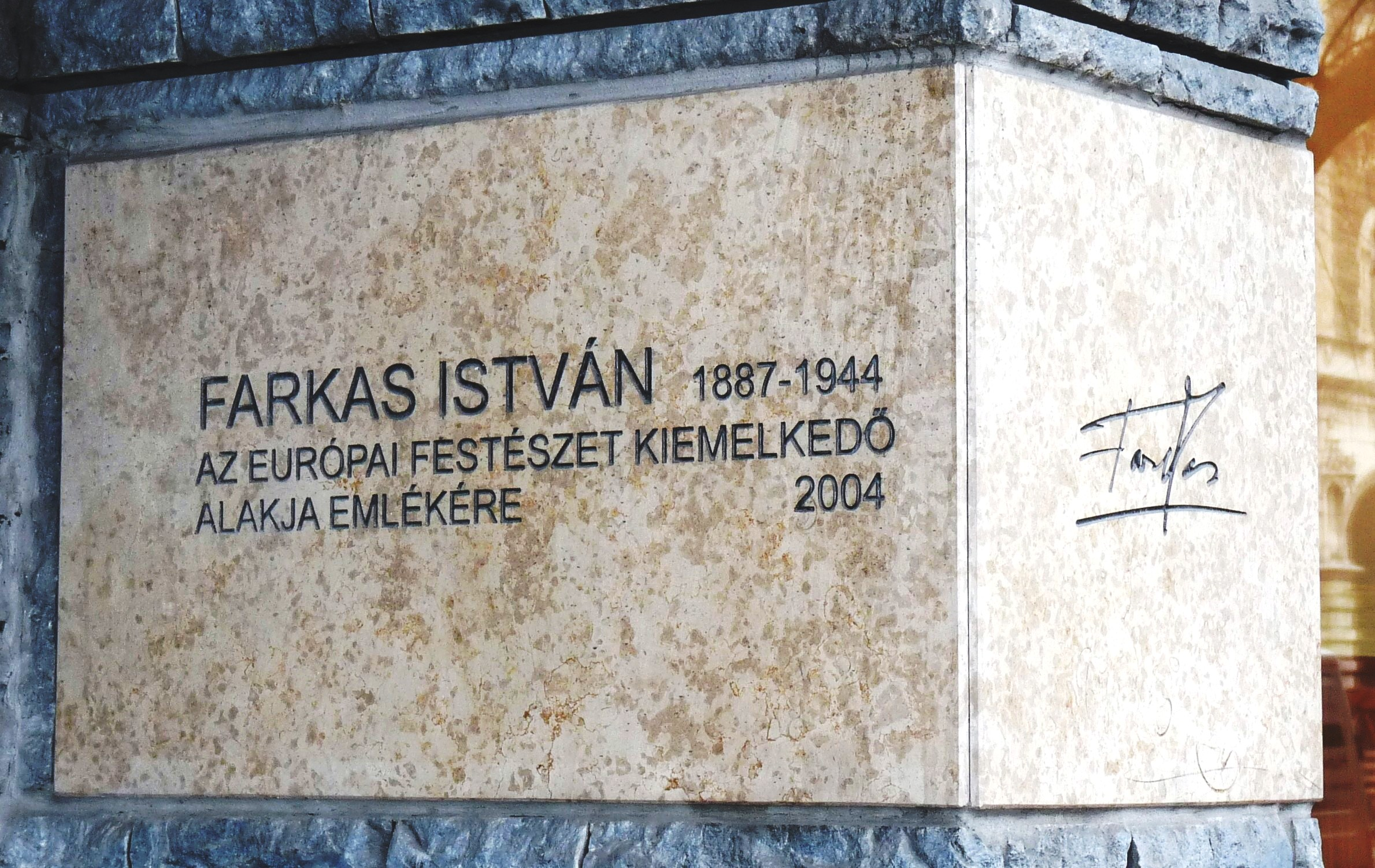
Farkas István emléktáblája az Andrássy út 16. sz. ház bejáratánál

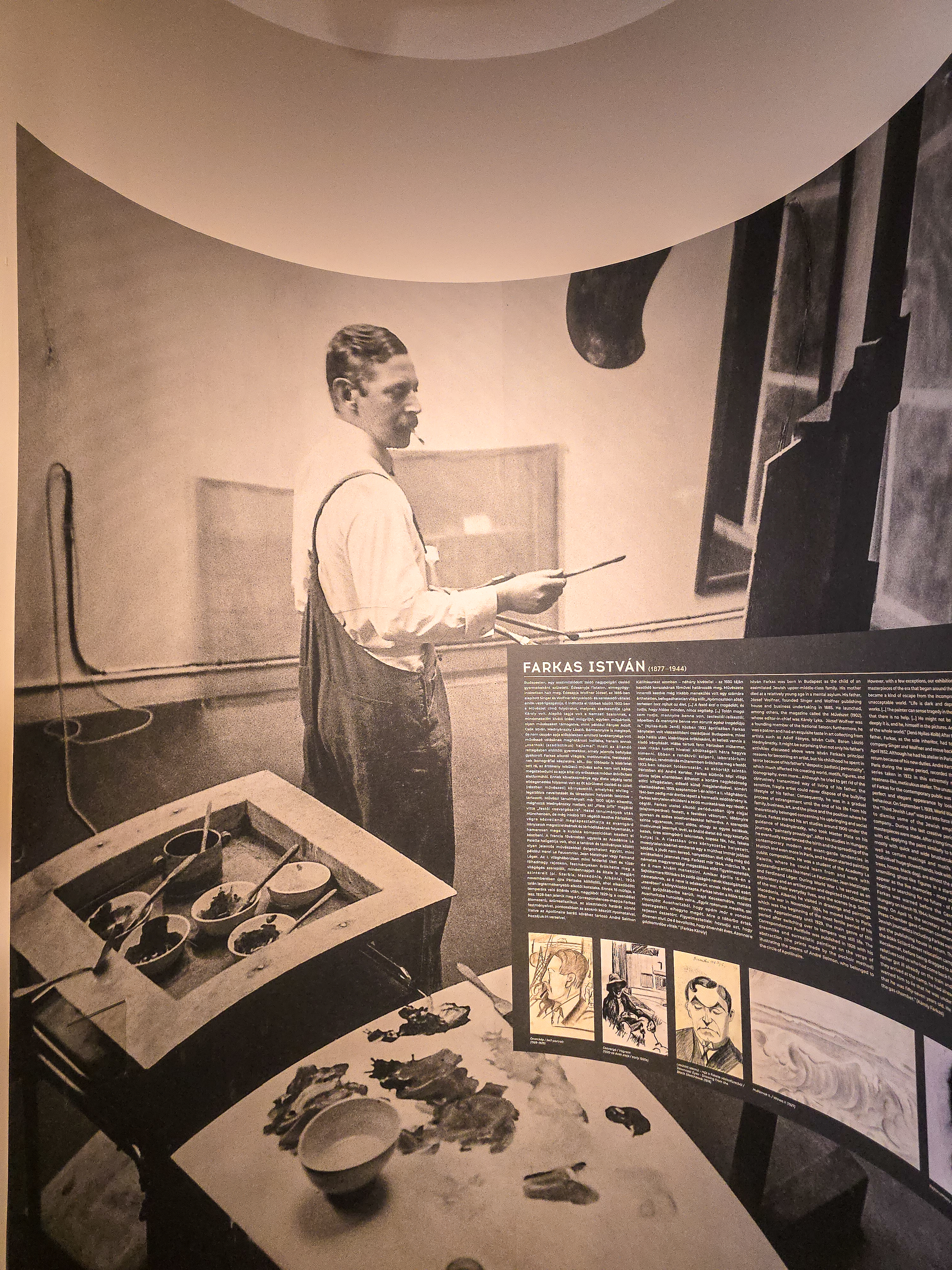
Állandó kiállítása a Kecskeméti Katona József Múzeumban

- Farkas István egyetlen szűkebben vett festészeti irányzatnak sem volt követője. Képeinek hangulata, sugárzása egyaránt közelíti az expresszionizmushoz és a szürrealizmushoz, és minden nagy műve – túl az irányzatokon – saját stílusát, világlátását tükrözi, minden nagy műve egyedül az övé.
- Olajfestmények után főleg tempera-technikával dolgozott. Képeinek hangulata általában meghatározatlan, szavakkal nehezen megfogalmazható félelmet, fenyegetést sugároz. Gyakran megjelenik például egy lakatlannak látszó ház, melynek eredete, mint kutatások felderítették, egy olaszországi háborús emléke. A művészetét kommentáló Benedek Marcell írja, hogy Farkas látszólag békés nyári teraszt ábrázoló képén egy fehér asztalka és szék 'gonosz' benyomást kelt. Egyik leghíresebb képe (A szirakuzai bolond) éppúgy enyhén groteszk és egyúttal ijesztő, mint egy másik, vörös szakállas férfit ábrázoló festménye. Képeinek perspektívája majd mindig kicsit eltér a realista táj-ábrázolásban megszokottól: olykor, mintha nagylátószögű kamera ábrázolná az enyhén torzult, tágas, mégis valamiképp zárt, menekülésre alkalmatlan világot. Az ebben a térben megjelenő figurák mintha valami borzalmas titok birtokában lennének, melyet sohasem mondanak el.
- 1945–1947 között több kiállításon mutatták be festményeit. 1947 márciusában nyílt meg életmű-kiállítása a Nemzeti Szalonban, a budapesti francia kultúrintézet volt igazgatója, François Gachot nyitóbeszédével. Ezután, az ötvenes évek elején szinte ismeretlenné vált. Az első önálló kismonográfia csak 1970-ben jelent meg róla. Az 1970-es évek elején rendezte nagy életmű-kiállítását a Magyar Nemzeti Galéria, ekkortól a művészeti kritika és a magyar művészettörténet a huszadik század legnagyobb magyar festői között tartja számon. Több műve külföldi magántulajdonban van, ezeket a Római Magyar Akadémia többször is bemutatta, Rómában élő fia, Charles Farkas segítségével. 8 képét őrzik a székesfehérvári Deák Gyűjteményben. A Kecskeméti Katona József Múzeum képzőművészeti gyűjteményében, a Cifrapalotában számos alkotása látható.
- Szigligeten látogatható egykori villája, ahol néhány képe is megtekinthető.
- Unokája, Alessandra Farkas 2005-ben angolul könyvet jelentetett meg a családról.

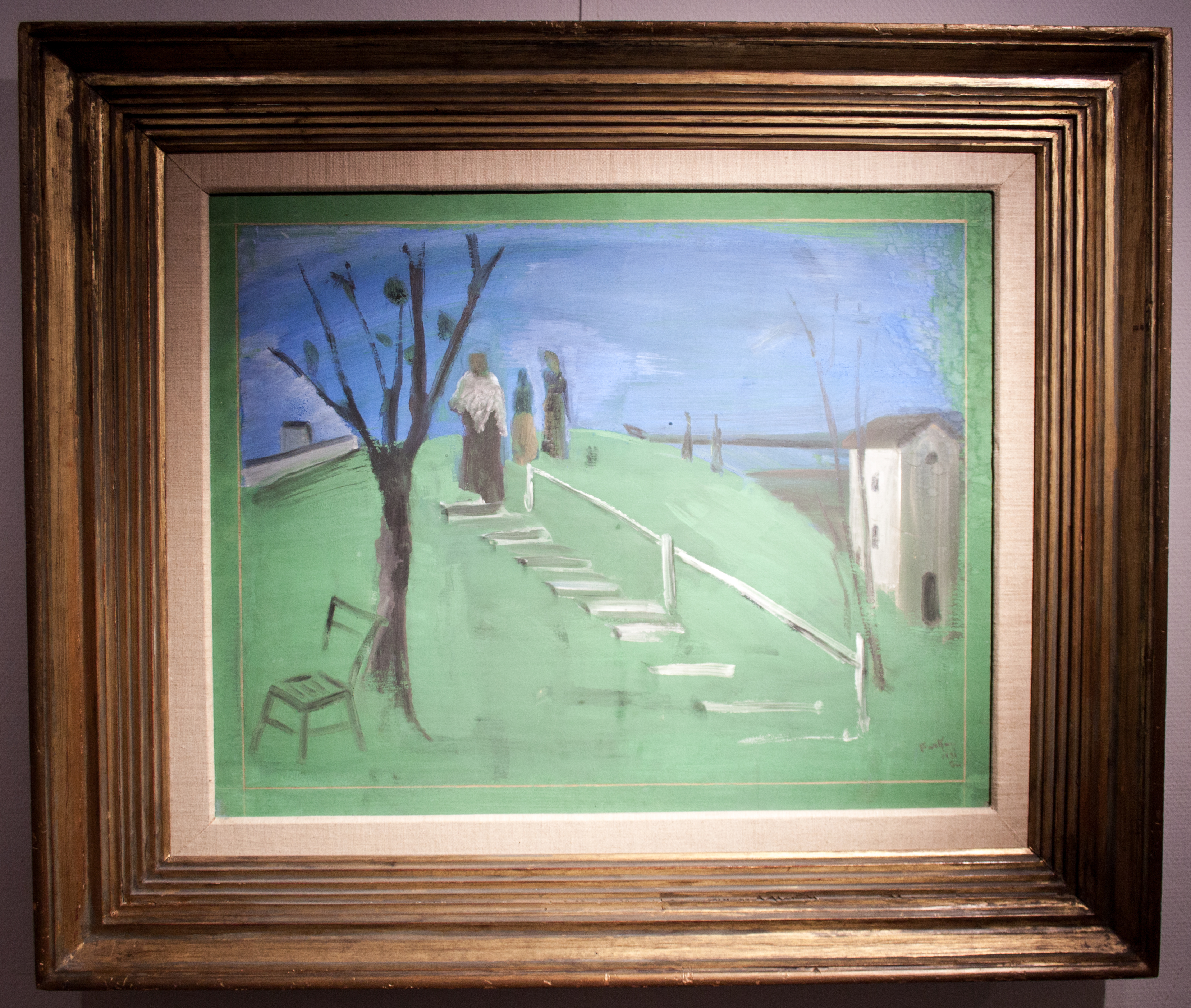
Domboldalon
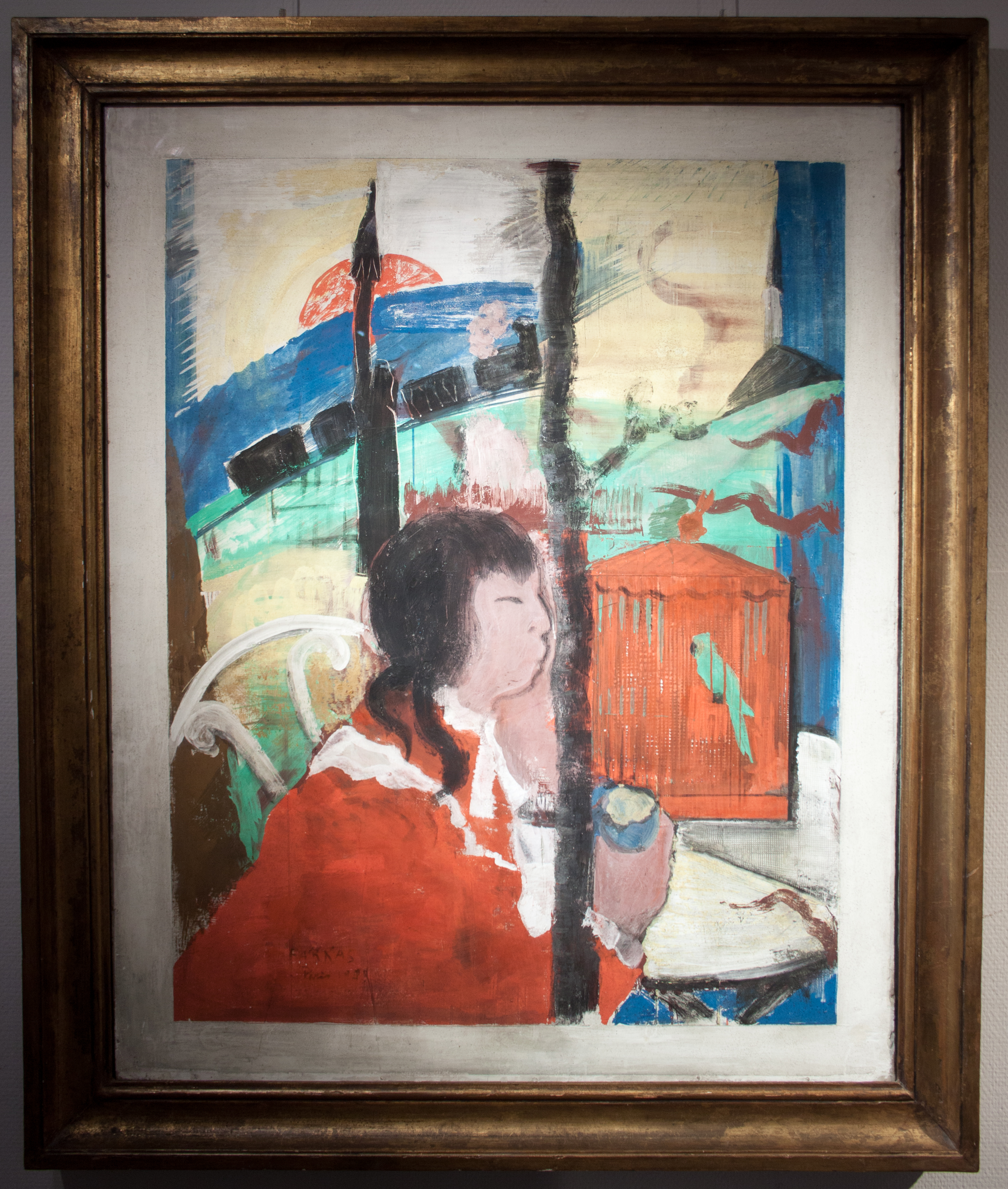
Vörös kalitka
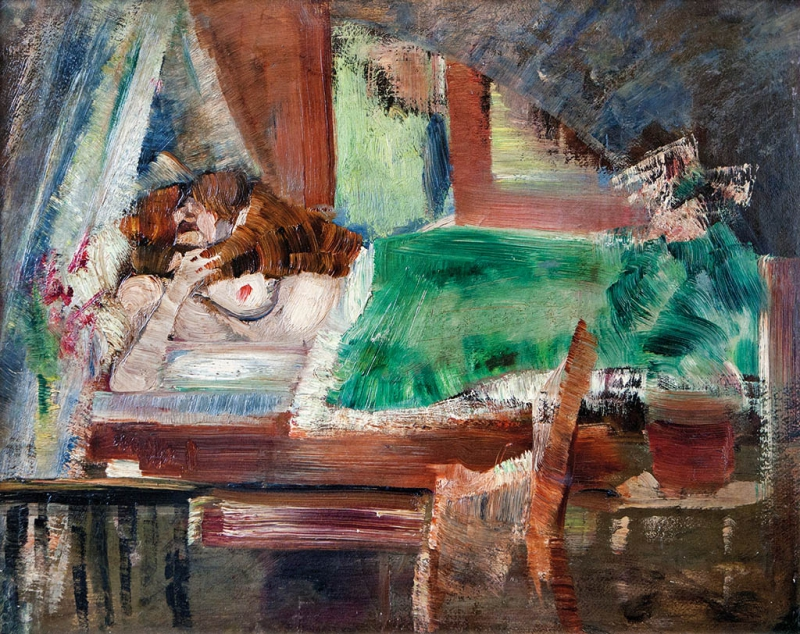
Gyermekével játszó anya

## Társasági tagsága
- Gresham-kör

## Ismertebb képei
- Madagascar (1927)
- Kalitka (1928)
- Magyarországi emlék (1929)
- A nap (1930)
- Zöld és fekete (1930)
- Nogent-sur-Marne (1930)

## Írásai
- Farkas István festőművész frontnaplója (közli Markója Cs.), Enigma, 28. sz. 2002